# Asangaon Budruk
Asangaon Budruk – wieś w Indiach położona w stanie Maharasztra, w dystrykcie Thane, w tehsilu Dahanu.
Według spisu ludności Indii z 2011 roku, w Asangaon Budruk znajdują się 373 gospodarstwa domowe, które zamieszkuje 1666 osób.